# 파운드리 모델
파운드리 모델(foundry model)은 반도체 제조 공장(파운드리)와 집적 회로 설계 운영으로 구성된 마이크로일렉트로닉스 공학 및 제조 비즈니스 모델로, 각각은 별도의 회사나 자회사에 속한다.
IDM(통합 장비 제조 회사)은 집적 회로를 설계하고 제조한다. 팹리스 반도체 회사로 알려진 많은 회사는 장치만 설계한다. 상인 또는 순수 플레이 주조소는 설계 없이 다른 회사를 위한 장치만 제조한다. IDM의 예로는 인텔, 삼성 및 텍사스 인스트루먼츠가 있고 순수 플레이 파운드리의 예로는 글로벌파운드리스, TSMC 및 UMC가 있으며 팹리스 회사의 예로는 AMD, 엔비디아 및 퀄컴이 있다.
집적 회로 생산 시설은 건설 및 유지 관리 비용이 많이 든다. 이것들을 거의 완전히 사용하지 않는 한, 이를 소유한 회사의 재정에 큰 고갈이 될 것이다. 파운드리 모델은 이러한 비용을 피하기 위해 두 가지 방법을 사용한다. 즉, 팹리스 회사는 그러한 시설을 소유하지 않음으로써 비용을 방지한다. 반면, 상업 파운드리에서는 신중한 일정 계획, 가격 책정 및 계약을 통해 전 세계 팹리스 회사 풀에서 일자리를 찾고 공장을 최대한 활용한다.

## 같이 보기
- 팹리스 반도체 기업
- 통합 장비 제조 회사
- 반도체 제조
- 원천 디자인 제조업자
- OEM
- 팹리스 반도체 기업